# Robinson Crusoe (film 2016)
Robinson Crusoe (The Wild Life) è un film d'animazione del 2016 diretto da Vincent Kesteloot e Ben Stassen.

## Trama
Mac è un'ara macao che vive su di un'isola assieme ai suoi amici animali: il martin pescatore Kiki, il tapiro malese Rosie, la capra scraffy, il camaleonte velato Carmello, l'echidna Epi e il pangolino Pango. Tutti loro credono che non esistano altre terre oltre la loro tranne Mac, che infatti tiene una collezione di oggetti portati dal mare.
Un giorno una nave naufraga davanti alla loro isola e l'unico superstite è Robinson Crusoe, un cartografo britannico molto goffo, assieme al suo cane Aynsley e una coppia di gatti che intende vendicarsi di Crusoe per aver impedito loro di rubare delle galline. I due gatti si chiamano May e Mal, la prima è una gatta malvagia e vendicativa mentre il maschio Mal è il suo braccio destro incapace. Inizialmente gli animali dell'isola scambiano Crusoe e Aynsley per due mostri marini e fanno di tutto per allontanarli senza successo ma, dopo che Mac viene salvato proprio da Crusoe - che lo ribattezza Martedì - mentre veniva attaccato dai gatti, capiscono che i due naufraghi non sono una minaccia e fanno amicizia con Aynsley. I gatti però convincono con l'inganno gli animali dell'isola ad attaccare Crusoe ma, a causa di un incendio scoppiato nella santabarbara della nave, una travolgente esplosione uccide Aynsley che però riesce a salvare Mac. Vedendo l'accaduto gli animali capiscono tutto e decidono di aiutare Crusoe, nonostante le controversie di Kiki. Nel frattempo i gatti approdano su uno scoglio vicino all'isola principale chiamata Isola Infestata a causa della quantità enorme di insetti che vi sono, dove riescono anche ad avere dei cuccioli. Intanto Crusoe con l'aiuto degli animali riesce a costruire una casa sull'albero, un acquedotto e un faro per segnalare la sua presenza alle navi di passaggio per essere salvato. Col passare del tempo però il relitto della nave di Crusoe crolla creando un ponte che permette ai gatti, che adesso sono molti di più, di raggiungere l'isola. Dopo una battaglia che si conclude con un incendio nella casa di Crusoe, da cui però rimangono tutti illesi, i gatti riescono a bloccare Mac sul faro, che però gli altri animali fanno crollare salvandolo. Nel frattempo una nave pirata trova Crusoe svenuto e lo porta in salvo costringendolo però a rimanere come membro della ciurma. Crusoe riesce però a scappare con l'aiuto di Mac mentre i gatti scappati dall'isola, rimangono sulla nave pirata. Crusoe riesce a ritornare sull'isola dove deciderà di rimanere. Nelle scene finali si riesce a notare un gatto nascosto in una cesta, rimasto indenne dopo l'incendio.